# Oost-Gelders Symfonie Orkest
Het Oost-Gelders Symfonie Orkest (OGSO) is een orkest uit Gelderland.

## Geschiedenis
Het orkest begon in 1908 als het Doetinchems Strijkorkest (DSO). Na de Eerste Wereldoorlog werd het orkest uitgebreid met blazers en werd de naam gewijzigd in Doetinchems Symfonie Orkest. Bij het bombardement van Doetinchem van maart 1945 ging, zo vermeldt het orkest, de gehele muziekbibliotheek en een deel van de instrumenten verloren. 
In de eerste jaren na de Tweede Wereldoorlog werd het orkest in een vrij kleine bezetting voortgezet. Er werd wel samengewerkt met musici als George van Renesse, Herman Krebbers en Theo Olof. Ook werd samenwerking gezocht met het Zutphens Symfonieorkest. Deze samenwerking zou in 1968 uiteindelijk leiden tot een fusie met dit orkest. Ook de samenwerking met de plaatselijke muziekschool werd geformaliseerd. Het orkest ging vanaf 1970 verder onder de naam OGSO, het Oost-Gelders Symfonie Orkest. 
In de jaren tachtig had het orkest moeite om voldoende leden te werven. In de jaren negentig lukte het om een kentering tot stand te brengen. In 1998 kreeg de dirigent Alexander Geluk de leiding over het orkest.
In 2017 waren er zo'n zestig uitvoerende musici aan het orkest verbonden.